# Obertal (Esslingen am Neckar)
Obertal ist ein Stadtteil von Esslingen am Neckar. Es liegt im Norden der Stadt. Obertal grenzt an die Stadtteile Wäldenbronn, Serach und Krummenacker.

## Geschichte
Obertal gehörte früher zum Esslinger Filial.

## Politik
Der Ansprechpartner für die Belange des Stadtteils für die Stadtverwaltung und den Gemeinderat von Esslingen ist der Bürgerausschuss Wäldenbronn, Hohenkreuz, Serach, Obertal. Auf der Stadtteilebene gestaltet der Bürgerausschuss das kommunale Leben mit. Er ist Mitglied der Arbeitsgemeinschaft der Bürgerausschüsse, diese besteht zum Erfahrungsaustausch und zur Koordination der einzelnen Bürgerausschüsse der Stadt.
Grundlage für die Arbeitsweise und den Aufbau des Bürgerausschusses und der Arbeitsgemeinschaft ist der von der Arbeitsgemeinschaft am 21. Februar 1991 beschlossene Status.
Als Grundlage für die Zusammenarbeit zwischen dem Bürgerausschuss, dem Gemeinderat und der Verwaltung wurde eine Vereinbarung getroffen. Diese wurde von der Arbeitsgemeinschaft am 17. Juli 1990 gebilligt und vom Gemeinderat am 10. Dezember 1990 genehmigt. Im Juni 2000 wurde sowohl der Status als auch die Vereinbarung redaktionell überarbeitet.
In der öffentlichen Bürgerversammlung, die die Stadt Esslingen am 15. Juli 2010 in der Turn- und Versammlungshalle Hohenkreuz durchführte, wurde der Bürgerausschuss Wäldenbronn, Hohenkreuz, Serach, Obertal für drei Jahre gewählt.

## Sehenswürdigkeiten
- Palmscher Aquädukt (Anfang des 18. Jahrhunderts erbaut)
- Gerechtigkeitsbrunnen von 1868